# Castelnau-de-Guers

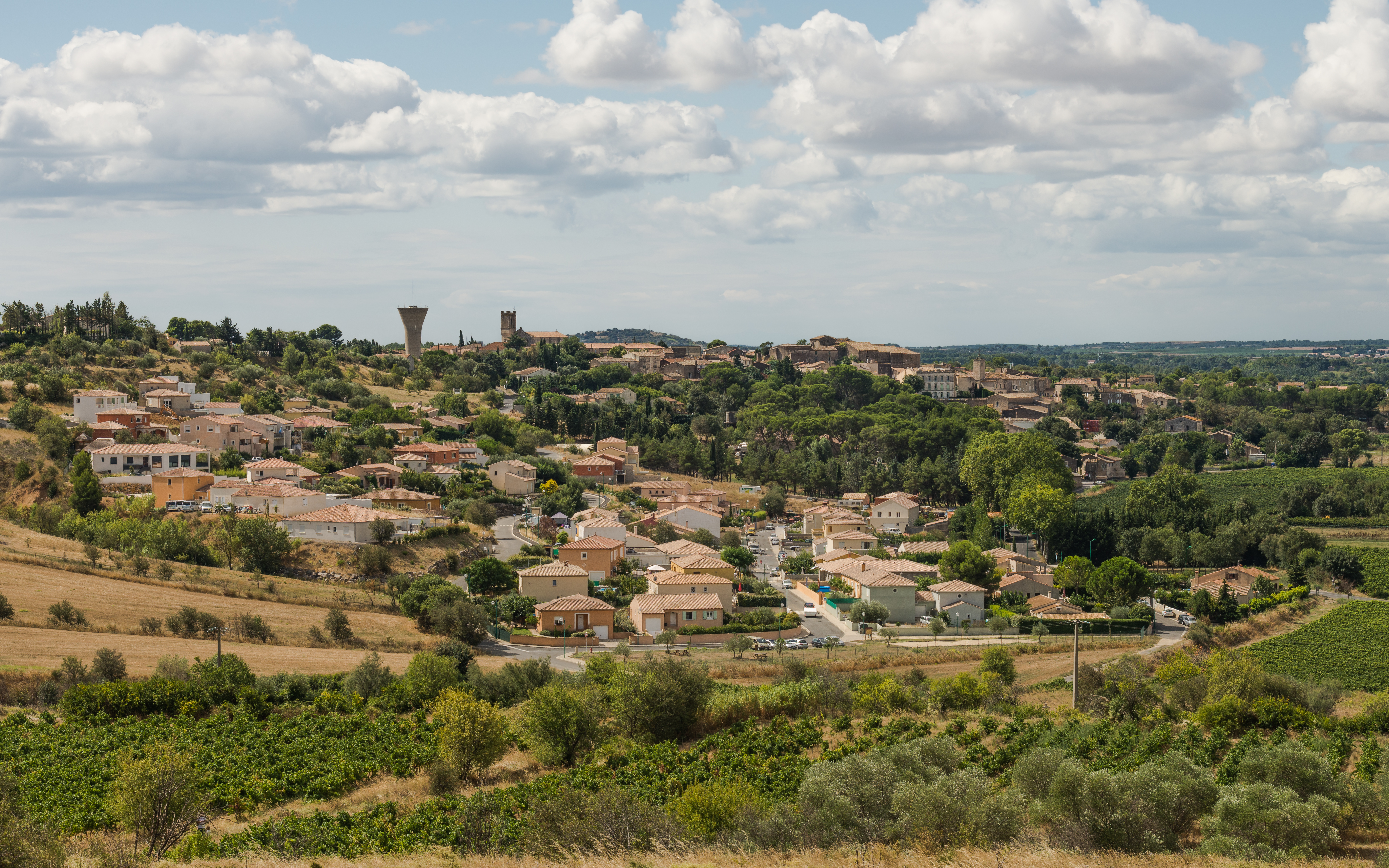

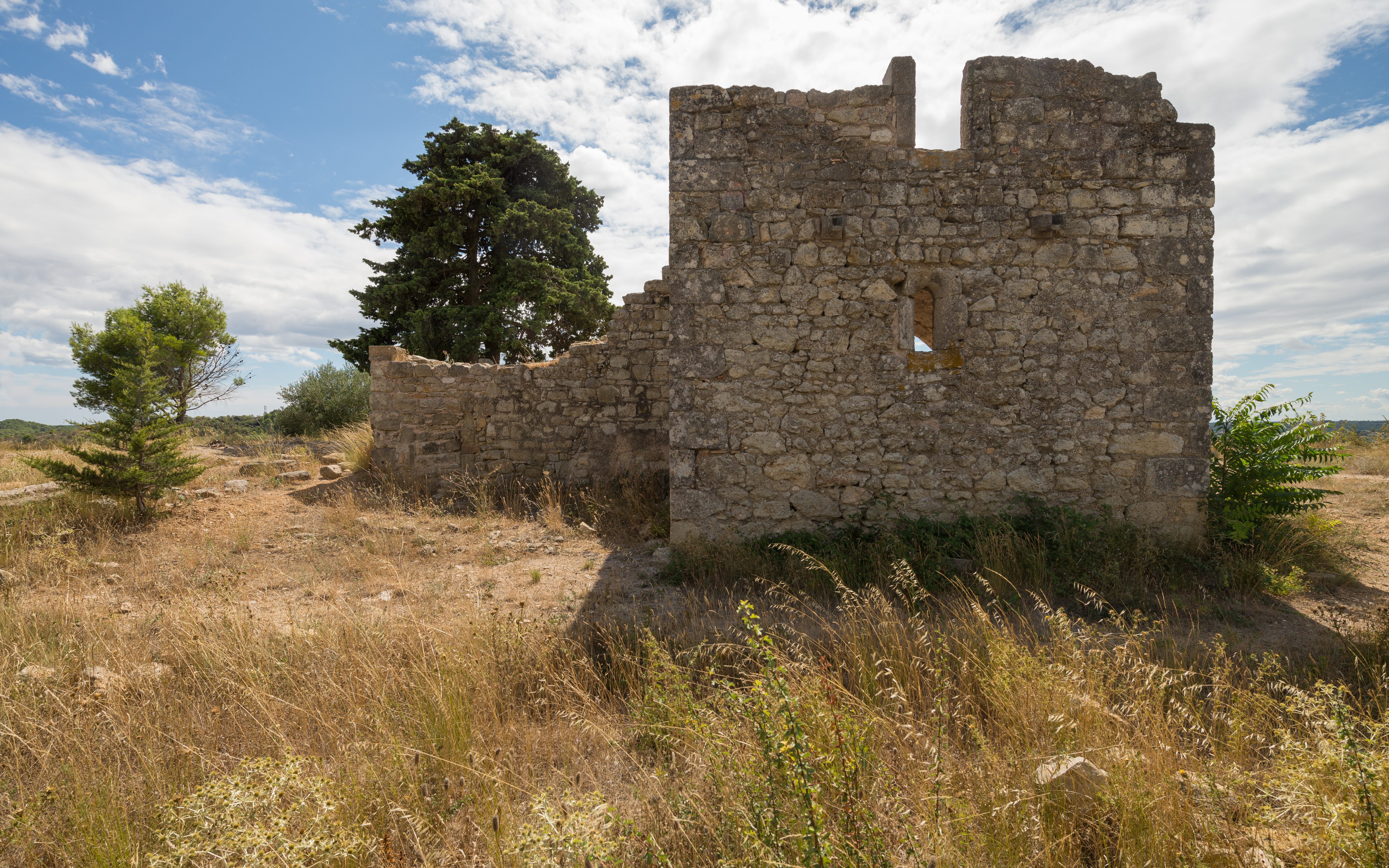

Castelnau-de-Guers este o comună în departamentul Hérault din sudul Franței. În 2009 avea o populație de 1.115 de locuitori.

## Evoluția populației
| An        | 1975 | 1982 | 1990 | 1999 | 2006  | 2009  |
| --------- | ---- | ---- | ---- | ---- | ----- | ----- |
| Populație | 827  | 886  | 876  | 889  | 1.010 | 1.115 |